# Валентино Роси
Валентино Роси (итал. Valentino Rossi; Урбино, 16. фебруар 1979) бивши је италијански професионални мотоциклиста као и вишеструки светски првак у мотоциклизму. Сматра се једним од најуспешнијих мотоциклиста свих времена, са девет освојених титула првака, с тим да је њих седам освојио у „краљевској класи”. Најпрестижнију класу у мотоциклизму освајао је и са Хондом и са Јамахом. Једини је возач у историји који је имао више од 400 забележених наступа у свим класама. Био је познат по надимку Доктор, а током целе каријере носио је на мотору број 46.
Након промоције у главну класу 2000. године, Роси је освојио Светски шампионат до 500 кубика са Хондом 2001. године. Затим, 2002. и 2003, такође је освајио Мото гран-при шампионат (поново са Хондом). Наредне сезоне ју је напустио и прешао је у тим Јамахе, где је осваио шампионате у MotoGP-у 2004. и 2005. године и тако је наставио свој низ узастопно освојених титула. Све су оне биле освајане на доминантан начин будући да је шампион био познат пре последњег кола. Након тога, 2006. године, изгубио је титулу падом на последњој трци у Валенсији и тако је препустио титулу његовом клупском колеги Никију Хејдену. У 2007. години, Роси и Јамаха нису успели да се успротиве доминацији Кејсија Стонера и Дукатија. Роси је поново освојио титулу наредне године, након неколико тесних двобоја за титулу са Кејсијем Стонером, и одбранио ју је 2009.
Након што је 2010. изгубио титулу због сломљене ноге, Роси је напустио Јамаху и решио је да се прикључи тиму Дукатија, где је управо заменио Стонера, који је те године освајио титулу са тимом Хонде. Две сезоне без титуле у Дукатију довело је до тога да Роси од 2012. поново буде део тима Јамахе од сезоне 2013. Након што се вратио у Јамаху, Роси је три пута заредом завршавао као други (2014, 2015. и 2016). Током Росијевог другог мандата у Јамахи, Марк Маркез је освојио више наслова у низу, а Роси је морао да се задовољи са подијумом и тек понеком победом. 

## Почеци
Роси се још као мали преселио са породицом у Тавулију, где му се и развила љубав према тркама. На захтев његове мајке Стефаније, Грацијано му је уместо мотора купио картинг, из безбедносних разлога. Међутим, 60 кубика није било довољно за малог Валентина, те му је Грацијано врло брзо уградио мотор од 100 кубика. Године 1990. једанаестогодишњи Роси осваја регионалну картинг титулу. Истовремено је почео да вози минимото серију и побеђивао је на разним тркама до краја 1991.
Наставивши да вози картинг, био је пети на регионалном шампионату у Парми. Након свега тога, жеља му је била да вози у италијанској картинг серији и одговарајућој европској, што би га одвело пут Формуле 1. Ипак високе цене картинга и одржавања приморале су породицу Роси да изабере минимото серију као једину за малог Валентина. Године 1992. и 1993. наставља да вози минимото шампионат.
Током 1993. Грациано уз помоћ пријатеља успева да смести Валентина на Кађиву Мито од 125 кубика, и првог викенда Роси завршава као 9. На крају те врло променљиве сезоне Валентино доспева на прву пол позицију на трци у Мизану и саму трку завршава на подијуму. Следеће године Роси добија помоћ фабрике Кађива и осваја титулу италије.

## Светски шампионати

### 125, 250 и 250 кубика шампионати
Још 1994. године Роси је добио прилику да вози Априлију од 125 кубика, где је његова улога била да помогне развој исте, а заузврат му је дата прилика да се привикне на брзи ритам 125 кубика у светском шампионату. Током те и следеће године возио је Италијански и Европски шампионат на истом мотору.
Имао је неког успеха 1996. године, своје прве године у светском шампионату, завршио је сезону као девети, и победио на трци у Берну, док на пет трка није ни стигао до циља. Године 1997. је освојио титулу победивши на 11 од 15 трка, имао је два подијума, једно шесто и једну незавршену трку.
Године 1998. прелази у средњу класу од 250 кубика и вози у тиму са Лорисом Капиросијем и Тецуја Харадом. Сличност са 1996. годином је то да има пет незавршених трка, но и поред те чињенице да је изгубио двоје пријатеља у аутомобилској несрећи, завршава као други, свега 3 поена иза Лориса. И 1999. године историја се поновила, победио је на 9 трка, и убедљиво завршио сезону као први и освојио другу титулу.
Године 2002. бива награђен могућношћу да вози у најјачој категорији и поново добар број трка не завршава, њих 4. Те године, Џереми Бурџис упознаје Валентина и био је убеђен да ће упаривање Хонде NSR500 са Росијем донети ништа осим успеха. Мајкл Дуан је Росију те сезоне био лични ментор и то је такође прва сезона у којој ће се Роси тркати поред Макса Биађија. Било му је потребно 9 трка за прву победу и на крају завршава сезону као други иза Американца Кени Робертса Јуниора. Следеће последње сезоне на моторима од 500 кубика, Роси побеђује 11 пута уз још 2 подијума и осваја трећу титулу.
Исте године Роси се упарује са Колин Едвардсом за трку издржљивости "Сузука 8 сати" на супербајк машинама и побеђују иако Роси није имао претходног искуства са таквим моторима.

### MOTO GP шампионати
Година 2002. није била пуно другачија од 2001, 11 победа и 4 друга места и четврта титула светског шампиона. Након тога 2003. године се не дешава ништа ново, са 9 победа, 5 других места и 2 трећа Валентино Роси осваја пету титулу светског шампиона. Занимљива је била трка у Аустралији те године када је Роси тријумфовао иако је био кажњен са 10 секунди због претицања под жутом заставом због удеса Троја Бејлиса, ту трку завршио је са предноћу од 15 секунди тако да та казна практично ништа није мењала.
Његова доминација је многима давала за право да кажу да није толико он заслужан већ мотор који вози. То и чињеница да му је јамаха понудила 12 милиона долара за две сезоне довели су до његовог трансфера у супарнички тим за који ће возити наредних 7 година. И тада је постојала могућност да пређе у Дукати, међутим резултати су указивали на то да Дукати има још доста да уради пре него што постане конкурент за титулу, што се и ипсоставило као тачно.
Росијева прва сезона на Јамахи 2004. године почела је одлично, јер је на својој првој трци на новом мотору тријумфовао са пол позиције. До краја сезоне побеђује још 8 пута и узима шесту титулу. Ни следеће сезоне није било ништа другачије, 11 победа, 3 друга места и 2 трећа значили су седму титулу.
Међутим 2006. година донела је нешто ново, Роси се мучио током прве половине сезоне, Ники Хејден је држао вођство све време. Но, Роси је полако смањивао предност Хејдена да би трку пред крај био на првом месту у шампионату. Пад у у Валенсији је значио да се низ од 5 узастопних титула прекида.
Година 2007. је прва сезона коју Роси није завршио ни као други ни као први још од 1996. године. Јамаха је те година била убедљиво најслабији мотор и било је комично гледати како Кејси Стонер пролази Росија на правцима као да Валентино стоји у месту. Титула је изгубљена у Мотегију (Јапан) након лоше одлуке Валентина да замени мотор за суво за кишни мотор пре времена што га је на крају ставило на 13. позицију. Што је било довољно за титулу Кејсија Стонера. Поново се Валенсија показала кобном по Росија, пао је и завршио трку, Дани Педроза је победио и преузео његово друго место у пласману. Након тога Роси је претио одласком из Јамахе ако му не дају бољи мотор.
Та 2008. је била година повратка у великом стилу. Роси прелази на Бриџстон пнеуматике, са бољим агрегатом, имао је шансу да се бори против Стонера на правцима, али је на готово свим деловима стазе био далеко бољи од Аустралијанца. Као и 2003. имао је 9. победа, 5. других места и још 2 трећа, но бољи пласмани ван подијума су му донели највећи број освојених поена у току једне сезоне - 373, што је до 2010. био и рекорд (срушио га је Хорхе Лоренцо са 383).
Следеће године Роси је освојио 9. титули и исте године је имао прилику да победи на 100. трци. Било је то на трци у Асену и био је други возач који је то учинио након Агостинија.
Година 2010. ће Росију бити упамћена као прва у којој је био суочен са тежом повредом, тј. поломљеном бутном кости на тренингу пре трке у Италији. И пре старта сезоне Роси је доживео повреду рамена возећи мотокрос трке, али првобитно се свима чинило да је том рамену потребно само кратко време за опоравак. На крају је имао две победе уз још 8 подијума и то је било довољно за 3. место у генералном пласману, други пут да му се то десило у 4 године.
То је била последња Росијева сезона у Јамахи, након ње прелази у Дукати, а то је потврдио 15.08 након трке у Брну. У међусезони оперисао је раме и на тај начин отклонио негативне факторе за ову сезону.

### По сезонама
| Сезона | Класа  | Мотоцикл           | Тим                        | Број   | Трка | Победа | Подијум | Пол | Флеп | Поени | Позиција | БЦх |
| ------ | ------ | ------------------ | -------------------------- | ------ | ---- | ------ | ------- | --- | ---- | ----- | -------- | --- |
| 1996   | 125cc  | Aprilia RS125      | Scuderia AGV Aprilia       | 46     | 15   | 1      | 2       | 1   | 2    | 111   | 9th      | –   |
| 1997   | 125cc  | Aprilia RS125      | Nastro Azzurro Aprilia     | 46     | 15   | 11     | 13      | 4   | 7    | 321   | 1st      | 1   |
| 1998   | 250cc  | Aprilia RS250      | Nastro Azzurro Aprilia     | 46     | 14   | 5      | 9       | 0   | 3    | 201   | 2nd      | –   |
| 1999   | 250cc  | Aprilia RS250      | Nastro Azzurro Aprilia     | 46     | 16   | 9      | 12      | 5   | 8    | 309   | 1st      | 1   |
| 2000   | 500cc  | Honda NSR500       | Nastro Azzurro Honda       | 46     | 16   | 2      | 10      | 0   | 5    | 209   | 2nd      | –   |
| 2001   | 500cc  | Honda NSR500       | Nastro Azzurro Honda       | 46     | 16   | 11     | 13      | 4   | 10   | 325   | 1st      | 1   |
| 2002   | MotoGP | Honda RC211V       | Repsol Honda Team          | 46     | 16   | 11     | 15      | 7   | 9    | 355   | 1st      | 1   |
| 2003   | MotoGP | Honda RC211V       | Repsol Honda Team          | 46     | 16   | 9      | 16      | 9   | 12   | 357   | 1st      | 1   |
| 2004   | MotoGP | Yamaha YZR-M1      | Gauloises Yamaha Team      | 46     | 16   | 9      | 11      | 5   | 3    | 304   | 1st      | 1   |
| 2005   | MotoGP | Yamaha YZR-M1      | Gauloises Yamaha Team      | 46     | 17   | 11     | 16      | 5   | 6    | 367   | 1st      | 1   |
| 2006   | MotoGP | Yamaha YZR-M1      | Camel Yamaha Team          | 46     | 17   | 5      | 10      | 5   | 4    | 247   | 2nd      | –   |
| 2007   | MotoGP | Yamaha YZR-M1      | Fiat Yamaha Team           | 46     | 18   | 4      | 8       | 4   | 3    | 241   | 3rd      | –   |
| 2008   | MotoGP | Yamaha YZR-M1      | Fiat Yamaha Team           | 46     | 18   | 9      | 16      | 2   | 5    | 373   | 1st      | 1   |
| 2009   | MotoGP | Yamaha YZR-M1      | Fiat Yamaha Team           | 46     | 17   | 6      | 13      | 7   | 6    | 306   | 1st      | 1   |
| 2010   | MotoGP | Yamaha YZR-M1      | Fiat Yamaha Team           | 46     | 14   | 2      | 10      | 1   | 2    | 233   | 3rd      | –   |
| 2011   | MotoGP | Ducati Desmosedici | Ducati Corse Team          | 46     | 17   | 0      | 1       | 0   | 1    | 139   | 7th      | –   |
| 2012   | MotoGP | Ducati Desmosedici | Ducati Corse Team          | 46     | 18   | 0      | 2       | 0   | 1    | 163   | 6th      | –   |
| 2013   | MotoGP | Yamaha YZR-M1      | Yamaha Factory Racing      | 46     | 18   | 1      | 6       | 0   | 1    | 237   | 4th      | –   |
| 2014   | MotoGP | Yamaha YZR-M1      | Movistar Yamaha Team       | 46     | 18   | 2      | 13      | 1   | 1    | 295   | 2nd      | –   |
| 2015   | MotoGP | Yamaha YZR-M1      | Movistar Yamaha Team       | 46     | 18   | 4      | 15      | 1   | 4    | 325   | 2nd      | –   |
| 2016   | MotoGP | Yamaha YZR-M1      | Movistar Yamaha Team       | 46     | 18   | 2      | 10      | 3   | 2    | 249   | 2nd      | –   |
| 2017   | MotoGP | Yamaha YZR-M1      | Movistar Yamaha Team       | 46     | 17   | 1      | 6       | 0   | 0    | 208   | 5th      | –   |
| 2018   | MotoGP | Yamaha YZR-M1      | Movistar Yamaha Team       | 46     | 19   | 0      | 5       | 1   | 1    | 198   | 3rd      |     |
| 2019   | MotoGP | Yamaha YZR-M1      | Monster Energy Yamaha Team | 46     | 19   | 0      | 2       | 0   | 1    | 174   | 7th      |     |
| 2020   | MotoGP | Yamaha YZR-M1      | Monster Energy Yamaha Team | 46     | 12   | 0      | 1       | 0   | 0    | 66    | 15th     |     |
| 2021   | MotoGP | Yamaha YZR-M1      | Petronas Yamaha SRT        | 46     | 12   | 0      | 0       | 0   | 0    | 28    | 21st*    |     |
| Укупно | Укупно | Укупно             | Укупно                     | Укупно | 426  | 115    | 235     | 65  | 96   | 6341  |          | 9   |

## Надимци и друга Росијева обележја

### Надимци
Први надимак Валентино је наденуо сам себи и гласио је „Rossifumi", имплицирајући на Норифуми Абеа, возача ког је Роси изузетно ценио. Следећи се појавио током његових дана у клатегорији од 250 кубига и гласио је "Валентиик", референца на Италијанског супер хероја Паје Патка.
Надимак који се задржао и по комга људи познају широм света је „The Doctor". који је дошао након његове доминације у 500 кубика и MotoGP категорији, а везано је за хладан и хируршки прецизан начин на који вози трке и престиже противнике. Грацијано је рекао како лепо звучи када кажете The Doctor и истовремено звучи важно, а Валентино је врло важна личност. Сам Доктор се нашалио говорећи како се у Италији многи доктори презивају управо Роси.
Касније му је Колин Едвардс доделио надимак GOAT (Greatest of all times), тј. највећи свих времена.

### Број 46
Број који Роси носи и који је у свету познат колико и Роси и „The Doctor" је 46. Поново је делом за то заслужан Норифуми Абе, али и сам Грацијано, који је под управо тим бројем остварио своју прву од три победе управо 1979. на траци у СФР Југославији.
Када је 2001. освојио титулу у класи 500 кубика имао је право да следећу сезону вози са бројем 1, али, као и Бери Син, први возач модерне ере који је оставио свој број након титуле, роси није мењао број на мотору, иако је стављао тај број на тркачке комбинезоне.

### Кацига
Слова на кациги стоје у знак почасти његовој групи пријатеља „Tribu dei Chihuahua", а „WFL" које му стоји на чичку испод врата је у ствари „VVLF" што је скраћеница од „Viva La Figa".
Сама кацига увек, осим за трку у Италији за коју редовно спрема посебну кацију, на себи има мотиве Сунца и Месеца, што како каже Роси указује на две стране Росијеве личности. Специјално за трку у Мизану 2009. је нацртан магарац из анимираног филма Шрек, као показатељ да је у претходној трци испао магаре. Задужен за осликавање његових кацига је Алдо Друди.

## Ритуали пред вожњу
Ритуали пред вожњу су саставни део Росијеве личности и понавља их сваки пут кад седне на мотор. На дан трке увек ће одгледати старт трке 125 кубика како би видео колико је потребно црвеним светлима да се угасе. Пре сам вожње, стаће на 2 метра од мотора савити се и додирнути чизме, а потом ће пре него што седне чучнути и додирнути десни наслон за стопало. Ово је како он каже, његов разговор са мотором. Након што изађе из бокса увек ће подесити комбинезон тако што ће да се усправи на мотору ослањајући се на наслоне за стопала. У једном инвервијуу је отркрио да увек ставља једну чизму пре друге и једну рукавицу пре друге. Такође, увек силази са мотора на исти начин, замахнувши десном ногом скроз преко предњег дела мотора.

## Опроштајно писмо Јамахи
Валентино Роси је у фабричком тиму Јамахе провео 7 година, од којих је у 4 освојио титуле. То је врло дуг период за једног мотоспортисту у једном тиму, међутим, након 3-4 сезоне, тај тим постаје друга породица. И као и сваки други растанак од породице, Росијев растанак од Јамахе му је тешко пао, као и многима у тиму Јамаха. Када су га на конференцијама питали за то, рекао је да се осећа као дечак пред сељење из родног краја, да му није било лако док је писао писмо и да се то може видети на самом писму, пуном жврљотина прецртаних делова.
,, Врло је тешко објаснити какав је мој однос био са Јамахом у протеклих 7 година. Многе ствари су се промениле од те давне 2004. а нарочито се променила она, моја М1. У то време била је мој мотор из средине грида, неопажена од стране већине возача и MotoGP радника. Сад, након што смо јој помогли да порасте и побољша се, можете је видети да осмехује у гаражи, привилегована је и диве јој се, третирају је као најбољу у класи. Листа људи који су омогућили ову трансформацију је врло дугачка, али ипак бих се захвалио пре свих Масао Фурузави, Масико Накађими и мом Хироја Ацумију, као представницима свих инжењера који су радили напорно како би променили лице наше М1. Онда Џереми Буџису и свим момцима из гараже који су о њој бринули с љубављу на свим стазама света и свим момцима и девојкама који су радили у Јамаха тиму ових година. Дошао је тренутак за нове изазове, мој рад овде у Јамахи је довршен. Нажалост, и најлепше љубавне приче се морају завршити, али иза себе остављају пуно дивних сећања, као и када смо се моја М1 и ја први пут пољубили на трави Велкома, када ме је погледала право у очи и рекла ми „ Волим те!"

## Остале мотоспорт активности
Првобитно постојале су приче како Роси има жељу да пређе у Формулу 1 у тим Ферарија, сам Михаел Шумахер је био одушевљен том могућности. У фебруару 2006. године Роси је возио болид Ферарија и након првог дана заостатак за Михаелом Шумахером је био нешто преко једне секунде, али након другог дана, заостајао је свега пола секунде. И 2010. године је возио болид Ферарија у време предсезонских тестова.
Неколико пута је такође возио и у WRC шампионату, 2002., 2005.,2006.,2007 и 2008 је редовно возио релије Италије. Ипак од значајније каријере на четири точка се чини да неће бити ништа, јер како се може чути постоји могућност да вози у SBK шампионату још неколико сезона након завршетка каријере у MotoGP.

## Приватни живот
Сам лични живот Валенитно Роси не воли да открива, ипак о неколико ствари се зна. Из Тавулије се преселио да живи у Милану, а током година са Хондом преселио се у Лондон. Такође навија за фудбалски клуб Интер из Милана, који му је на званичном сајту честитао након освојене титуле 2009. године. Валентино је велики фан британских булдога, први ког је имао био је Гуидо (од 2000. до 2008. године). Тренутно поседује два пса, мужјака Цезареа и женку Сесилу. Неколико година је у емотивној вези са манекенком Франческом Софијом Новело. Пар је 2021. године објавио да чека ћерку.